# MSG Prime Minister's Cup
La MSG Prime Minister's Cup, anteriormente conocida como Copa Melanesia, es un campeonato de fútbol jugado entre los países de Melanesia y se utilizó (junto con la Copa Polinesia) para la clasificación para la Copa de las Naciones de la OFC. El torneo original utilizaba un formato de todos contra todos en el que cada equipo jugaba entre sí una vez.

## Historia

### Copa Melanesia 1988-2000
La Copa Melanesia se fundó en 1988, y Fiji se convirtió en el campeón inaugural tras una victoria por 3-1 contra las Islas Salomón. El torneo se jugó anualmente hasta que en 1990 la Copa Melanesia se convirtió en un torneo bienal. Luego se jugó cada dos años hasta 2000, excepto en 1996.
La Copa Melanesia de 1996 se canceló por razones desconocidas, y la Copa Melanesia programada para 2002 se canceló debido a problemas de seguridad en Honiara, ya que el torneo se trasladó de julio a septiembre de 2002.
El torneo también sirvió como clasificatorio para la Copa de Naciones de la OFC, por primera vez en 1994.

### 2002–2022
En 2008, la Copa Wantok se estableció como una competición entre Papúa Nueva Guinea, las Islas Salomón y Vanuatu. La Confederación de Fútbol de Oceanía lo describió como "un torneo que recuerda a la ahora extinta Copa Melanesia".
Este torneo también fue abolido, y las dos últimas ediciones se jugaron en 2011.

### MSG Prime Minister's Cup (2022–actualidad)
En 2022, el torneo se revivió con el nombre actual, MSG Prime Minister's Cup, después de más de veinte años. El nombre se cambió por impulso de la FIFA. Está organizado por el Melanesian Spearhead Group.
El torneo inaugural lo ganó Papúa Nueva Guinea, campeón por primera vez, en 2022, y la MSG Prime Minister's Cup de 2022 también vio la introducción de equipos "B" en el torneo.

## Participantes
Los siete equipos entre los que se juega actualmente la competición son:
- Fiyi
- Papúa Nueva Guinea
- Nueva Caledonia
- Islas Salomón
- Islas Salomón B
- Vanuatu
- Vanuatu B

## Campeonatos
| Año                      | Sede            | Campeón            | Resultado      | Segundo lugar   | Tercer lugar       | Resultado      | Cuarto lugar       |
| Copa Melanesia           | Copa Melanesia  | Copa Melanesia     | Copa Melanesia | Copa Melanesia  | Copa Melanesia     | Copa Melanesia | Copa Melanesia     |
| ------------------------ | --------------- | ------------------ | -------------- | --------------- | ------------------ | -------------- | ------------------ |
| 1988 Detalle             | Islas Salomón   | Fiyi               | 3:1            | Islas Salomón   | Vanuatu            | 1:0            | Nueva Caledonia    |
| 1989 Detalle             | Fiyi            | Fiyi               | Lig.           | Nueva Caledonia | Islas Salomón      | Lig.           | Papúa Nueva Guinea |
| 1990 Detalle             | Nueva Caledonia | Vanuatu            | Lig.           | Nueva Caledonia | Fiyi               | Lig.           | Islas Salomón      |
| 1992 Detalle             | Vanuatu         | Fiyi               | Lig.           | Nueva Caledonia | Islas Salomón      | Lig.           | Vanuatu            |
| 1994 Detalle             | Islas Salomón   | Islas Salomón      | Lig.           | Fiyi            | Papúa Nueva Guinea | Lig.           | Nueva Caledonia    |
| 1998 Detalle             | Vanuatu         | Fiyi               | Lig.           | Vanuatu         | Islas Salomón      | Lig.           | Papúa Nueva Guinea |
| 2000 Detalle             | Fiyi            | Fiyi               | Lig.           | Islas Salomón   | Vanuatu            | Lig.           | Nueva Caledonia    |
| MSG Prime Minister's Cup |                 |                    |                |                 |                    |                |                    |
| 2022 Detalle             | Vanuatu         | Papúa Nueva Guinea | 3:3 (4:1 pen.) | Vanuatu B       | Fiyi               | 1:0            | Islas Salomón      |
| 2023 Detalle             | Nueva Caledonia | Islas Salomón      | Lig.           | Nueva Caledonia | Vanuatu            | Lig.           | Papúa Nueva Guinea |
| 2024 Detalle             | Islas Salomón   | Papúa Nueva Guinea | Lig.           | Fiyi            | Islas Salomón      | Lig.           | Vanuatu            |

## Palmarés
La siguiente lista muestra a las selecciones que han estado entre los cuatro mejores equipos en alguna edición del torneo. En cursiva, los años en que el equipo logró dicha posición como local.
| Equipo             | Campeón                          | Subcampeón                 | Tercer lugar               | Cuarto lugar         |
| ------------------ | -------------------------------- | -------------------------- | -------------------------- | -------------------- |
| Fiyi               | 5 (1988, 1989, 1992, 1998, 2000) | 2 (1994, 2024)             | 2 (1990, 2022)             |                      |
| Islas Salomón      | 2 (1994, 2023)                   | 2 (1988, 2000)             | 4 (1989, 1992, 1994, 2024) | 2 (1990, 2022)       |
| Papúa Nueva Guinea | 2 (2022, 2024)                   |                            | 1 (1994)                   | 3 (1989, 1998, 2023) |
| Vanuatu            | 1 (1990)                         | 1 (1998)                   | 3 (1988, 2000, 2023)       | 2 (1992, 2024)       |
| Nueva Caledonia    |                                  | 4 (1989, 1990, 1992, 2023) |                            | 3 (1988, 1994, 2000) |
| Vanuatu B          |                                  | 1 (2022)                   |                            |                      |

## Tabla acumulada
- Actualizado a la edición 2024.

| Equipo | Equipo             | Pts | PJ | PG | PE | PP | GF | GC | Dif | Rend   |
| ------ | ------------------ | --- | -- | -- | -- | -- | -- | -- | --- | ------ |
| 1      | Fiyi               | 79  | 35 | 23 | 10 | 2  | 70 | 26 | +44 | 75,23% |
| 2      | Islas Salomón      | 66  | 38 | 19 | 9  | 10 | 63 | 43 | +20 | 57,89% |
| 3      | Nueva Caledonia    | 41  | 32 | 13 | 2  | 17 | 51 | 49 | +2  | 42,70% |
| 4      | Vanuatu            | 33  | 36 | 9  | 6  | 21 | 43 | 80 | -37 | 30,55% |
| 5      | Papúa Nueva Guinea | 32  | 31 | 9  | 5  | 17 | 31 | 53 | -22 | 34,40% |
| 6      | Vanuatu B          | 3   | 4  | 0  | 3  | 1  | 7  | 8  | -1  | 25%    |
| 7      | Islas Salomón B    | 0   | 4  | 0  | 0  | 4  | 1  | 9  | -8  | 0%     |

## Desempeño
| Selección          | 1988 (4) | 1989 (5) | 1990 (5) | 1992 (4) | 1994 (5) | 1998 (5) | 2000 (5) | 2022 (6) | 2023 (4) | 2024 (5) | Total |
| ------------------ | -------- | -------- | -------- | -------- | -------- | -------- | -------- | -------- | -------- | -------- | ----- |
| Fiyi               | 1º       | 1º       | 3º       | 1º       | 2º       | 1º       | 1º       | 3º       | x        | 2º       | 9     |
| Nueva Caledonia    | 4º       | 2º       | 2º       | 2º       | 4º       | 5º       | 4º       | GS       | 2º       | x        | 9     |
| Papúa Nueva Guinea | x        | 4º       | 5º       | x        | 3º       | 4º       | 5º       | 1º       | 4º       | 1º       | 8     |
| Islas Salomón      | 2º       | 3º       | 4º       | 3º       | 1º       | 3º       | 3º       | 4º       | 1º       | 3º       | 10    |
| Islas Salomón B    | x        | x        | x        | x        | x        | x        | x        | x        | x        | 5º       | 1     |
| Vanuatu            | 3º       | 5º       | 1º       | 4º       | 5º       | 2º       | 2º       | GS       | 3º       | 4º       | 10    |
| Vanuatu B          | x        | x        | x        | x        | x        | x        | x        | 2º       | x        | x        | 1     |

### Simbología
| - 1º – Campeón - 2º – Finalista - 3º – 3º Lugar - 4º – 4º Lugar | - 5º — Quinto lugar - GS — Fase de grupos - × — No participó - — Anfitrión |